# Cucina corsa

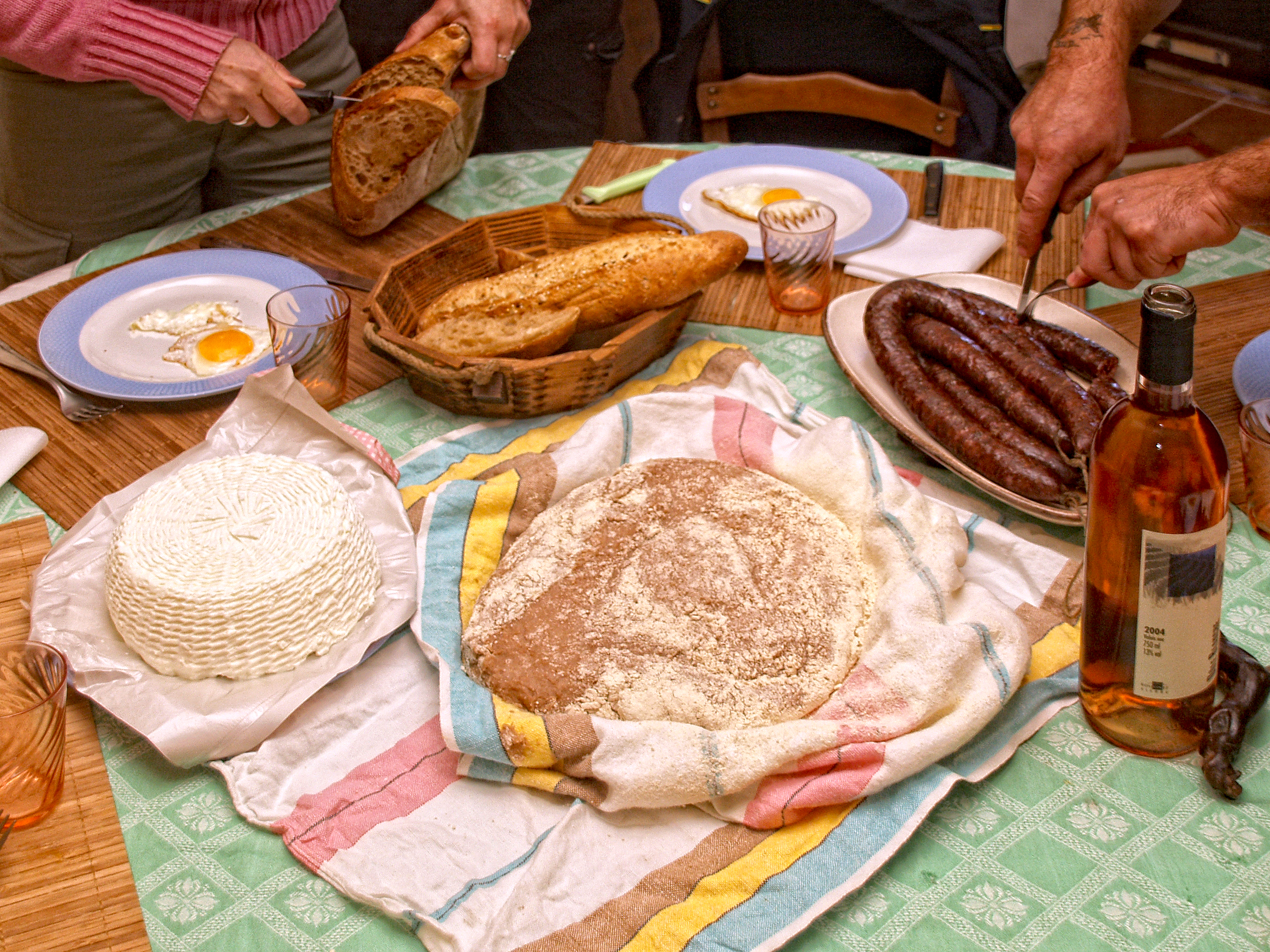
Un pasto corso tradizionale con (da sinistra a destra): brocciu, pulenda e figatellu

La cucina còrsa è la cucina tradizionale dell'isola di Corsica. Essa è soprattutto basata sui prodotti dell'isola e, a causa di motivi storici e geografici, ha molto in comune con la cucina italiana e marginalmente con quelle di Nizza e della Provenza.

## Storia

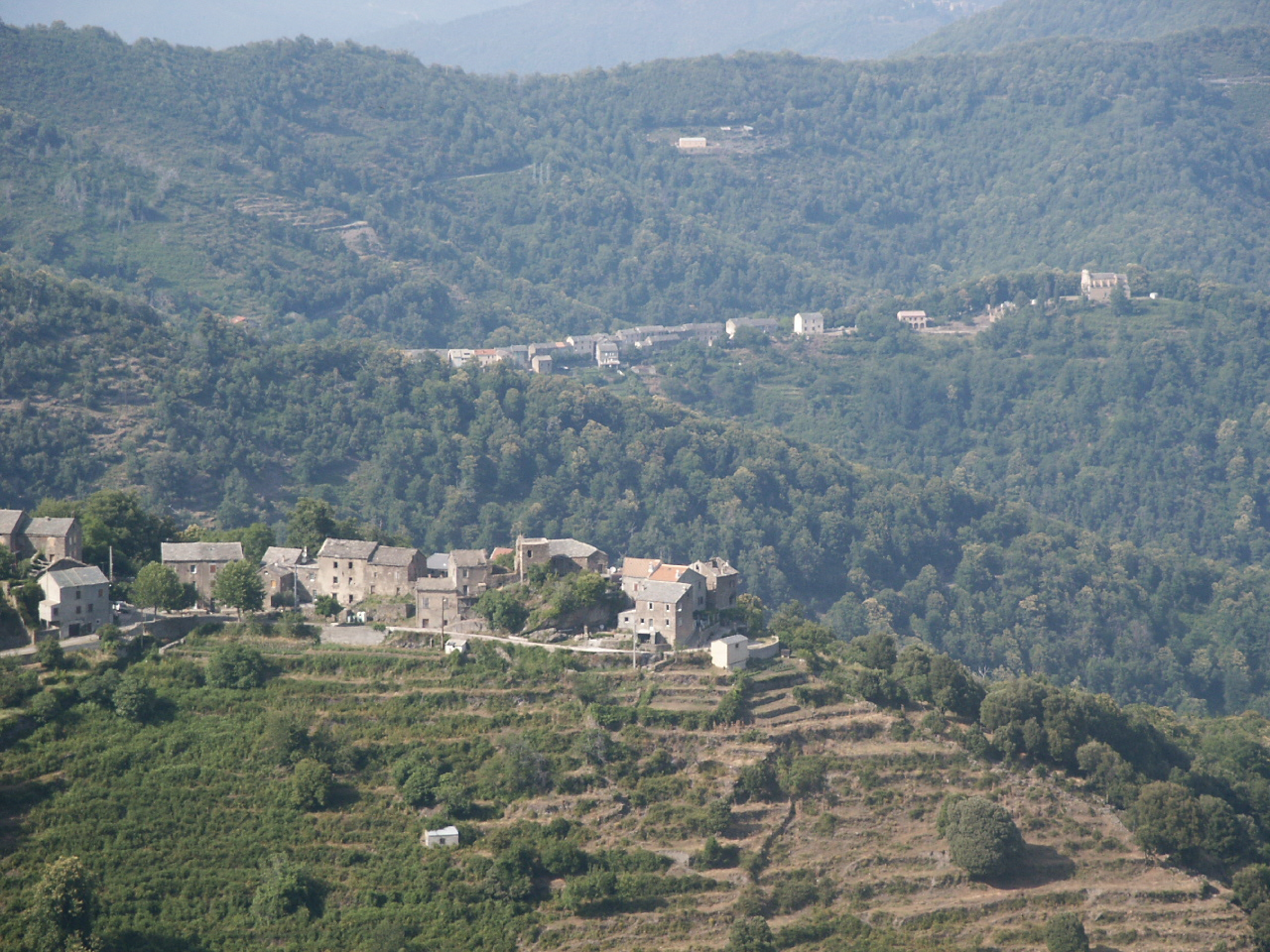
Panorama della Castagniccia. Il dominio Genovese cambiò drasticamente il paesaggio di molte regioni dell'isola, introducendo su larga scala il castagno

La conformazione geografica della Corsica, con la costa orientale (quella più vicina al continente) bassa, malarica e indifendibile, costrinse la popolazione a stabilirsi nelle montagne dell'interno. I prodotti agricoli esportati durante l'antichità riflettono questa situazione: essi consistevano in ovini, miele, cera e resina, prodotta dalle estese foreste dell'isola.
Inoltre, l'isola era famosa per i suoi vini a buon mercato, esportati a Roma. La concentrazione degli insediamenti nella parte interna dell'isola, tipica anche della vicina Sardegna, durò fino all'inizio del XX secolo: nel 1911, 73.000 abitanti abitavano nella zona compresa fra 700 e 1000 metri sul livello del mare.
Nel Medioevo, e più precisamente durante il XII secolo, quando Pisa era la potenza egemonica in Corsica, l'ampia immigrazione dalla vicina Toscana portò nell'isola, insieme alla lingua toscana, costumi e pietanze tipici di quella regione italiana. Più tardi, quando venne il turno di Genova a dominare l'isola, ebbe luogo un importante cambiamento nelle abitudini alimentari delle persone: il governatore genovese, con un decreto firmato il 28 agosto 1548, ordinò che ogni proprietario terriero dovesse piantare annualmente almeno un castagno, un gelso, un ulivo e un fico, pena la multa di tre lire per ogni albero non piantato. Il motivo di questo decreto fu quello di dare un sostentamento alle popolazioni dell'isola: ancora all'inizio del seicento, l'amministratore genovese Baliano scriveva che i corsi vivevano di pane d'orzo, verdure e acqua pura.
Altri decreti sulla stessa linea di quello emesso nel 1548, come quello emesso nel 1619, il quale dispose che dieci alberi di castagno dovessero essere piantati ogni anno da ogni proprietario terriero e mezzadro, con il tempo cambiarono radicalmente il paesaggio di intere regioni dell'isola, con la sostituzione quasi totale dei cereali con i castagni: una zona, la Castagniccia, a sud di Bastia, ottenne il suo nome dalle estese foreste di castagni che la coprono. Nel XVIII secolo il castagno aveva ormai sostituito quasi completamente le colture cerealicole. Soprattutto, i castagneti cambiarono radicalmente la dieta degli isolani, proteggendoli dalle ricorrenti carestie. Fu così che lo storico della Corsica Jakob Von Wittelieb poteva scrivere che negli anni 30 del 1700 i viaggiatori nell'isola portavano con sé una fiasca piena di vino e una tasca contenente un pane di castagne o alcune castagne arrostite.
Un vecchio proverbio corso dell'alto Niolo recita: "Pane di legnu e vinu di petra", spiegando bene lo spazio centrale occupato dalle foreste di castagni in Corsica (e la frugalità dei montanari corsi, obbligati a bere l'acqua invece del vino).

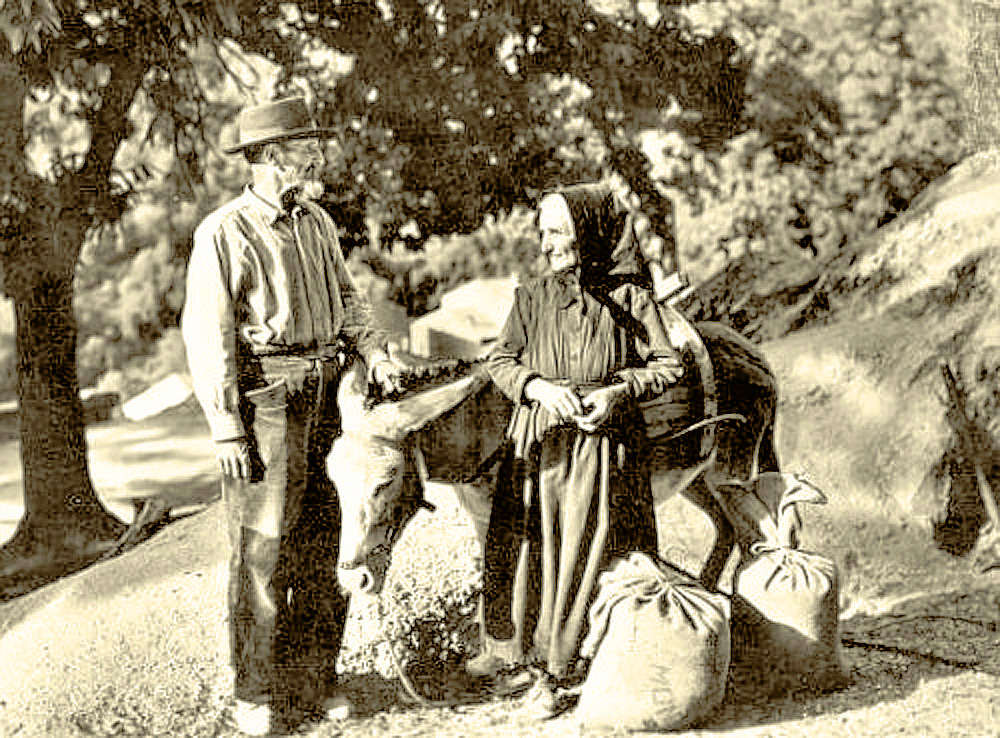
Raccolta delle castagne in Castagniccia (fine del XIX secolo)

Durante la breve stagione dell'indipendenza corsa, Pasquale Paoli tentò di arricchire la dieta dei suoi compatrioti favorendo la coltivazione della patata: per questo motivo, venne preso in giro dai suoi avversari politici che lo chiamarono "il generale delle patate".
L'annessione francese nel 1768 portò in un primo momento un cambiamento in questa situazione: nel tentativo di sottomettere i ribelli, l'esercito francese procedette ad abbattere molti castagneti, e questa politica continuò anche durante i primi anni di pace, dal momento che Parigi favoriva i cereali rispetto alle castagne come alimento di base. Ma dopo un po', il taglio degli alberi di castagno cessò, consentendo così alla farina di castagne di rimanere sino all'inizio del XX secolo, sotto forma di frittelle, pane, o polenta, l'alimento base della maggior parte della popolazione della Corsica. Accanto alle castagne, alla fine del 700 la base dell'alimentazione corsa era data da cereali (soprattutto frumento e segale), legumi secchi e salumi. C'erano tuttavia delle eccezioni: da una testimonianza del 1775, sappiamo che in quell'anno i proprietari di vigne di Capo Corso utilizzavano i proventi della vendita del vino per comprare pasta italiana, carne di capra e di maiale, e baccalà, e con queste derrate vivevano tutto l'anno. I poveri della stessa regione invece dalla primavera alla vendemmia sopravvivevano lavorando nelle vigne, ma in inverno erano costretti a nutrirsi di minestre di erbe selvatiche. Alcuni fra essi l'estate si azzardavano a mietere il grano nella piana malarica di Aleria, spesso rimettendoci la salute o la vita. In generale alla fine del 700 l'alimentazione corsa era dunque a base eminentemente vegetale: il sindaco di Stazzona, in Castagniccia, rispondendo a un questionario sul modo di vita stilato dalle autorità francesi ("il questionario dell'anno X") menzionava come base della dieta del villaggio la castagna, di cui elencava 12 modi diversi di trattarla. Egli scriveva inoltre che da novembre a giugno l'unico pane era quello di castagne, e che ogni famiglia del villaggio possedeva un orto destinato esclusivamente all'autoconsumo. La monotonia dell'alimentazione vegetale era spezzata da trote e anguille.
Dopo l'inizio del 1900, l'economia autarchica del villaggio, basata principalmente sul castagno e su altri prodotti locali come la carne di maiale venne lentamente meno a causa di diversi fattori: soprattutto, l'eliminazione della malaria dopo la seconda guerra mondiale rese possibile la vita lungo la costa orientale e accelerò lo spopolamento dell'interno: nel 1990, solo 20.000 persone vivevano ancora nella zona compresa tra 700 e 1000 m slm. Questi cambiamenti portarono anche un abbandono della produzione di alimenti tradizionali: mentre nel 1796 35.442 ettari erano occupati da boschi di castagno, nel 1977 i castagneti coprivano si' ancora 25.000 ettari, ma di questi solo 3.067 erano coltivati: il resto era lasciato agli animali Questa situazione potrebbe venire rovesciata solo parzialmente grazie alla domanda di prodotti locali proveniente dai molti turisti che visitano l'isola e alla definizione di standard di qualità più elevati nella produzione alimentare, anche grazie alle denominazioni di origine AOC e AOP (in italiano DOC e DOP).

## Prodotti tipici

### Le castagne

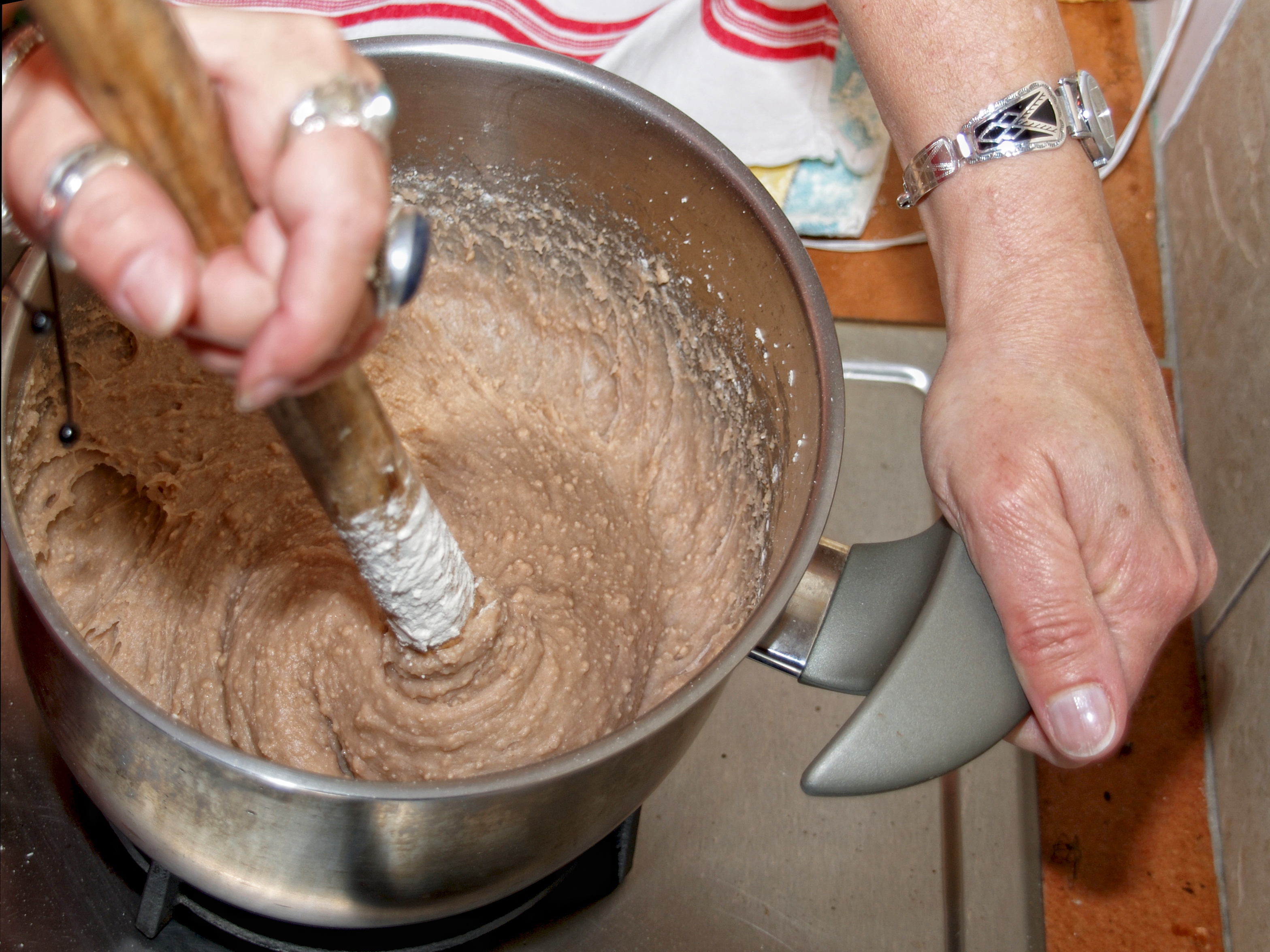
La farina di castagne è l'ingrediente principale della pulenta

La coltivazione su larga scala del castagno venne introdotta in Corsica durante la dominazione genovese. Ricchi di calorie, i frutti vengono colti (senza guanti) ed essiccati, collocandoli per un mese su una grata di legno (in corso a grata) sopra un fuoco (in corso u fucone): questo fuoco, posto su una base di argilla secca di 1 m2 di larghezza e 20 cm di spessore, serve ad affumicare anche i salumi e riscalda la casa Dopo di che, le castagne vengono macinate per produrre farina, la quale ottiene un sapore di fumo inconfondibile da questo processo. Le castagne non colte sono mangiate dai maiali che vagano in giro per la foresta. Gli stessi vengono inoltre alimentati con farina di castagne, in modo che la loro carne acquista un sapore caratteristico. Utilizzata per preparare la polenta (in corso pulenta, pulenda) e dolci, questa farina è stata a lungo l'alimento di base per i Corsi. L'importanza del castagno nella vita della Corsica può essere dedotta dal fatto che durante un pranzo di nozze tradizionale nel XIX secolo in Castagniccia, non meno di ventidue diverse portate erano preparate usando castagne come ingrediente principale.
Oggigiorno la farina di castagne è un prodotto francese AOC e un prodotto AOP europeo, con il nome "Farine de châtaigne corse-Farina castagnina corsa".

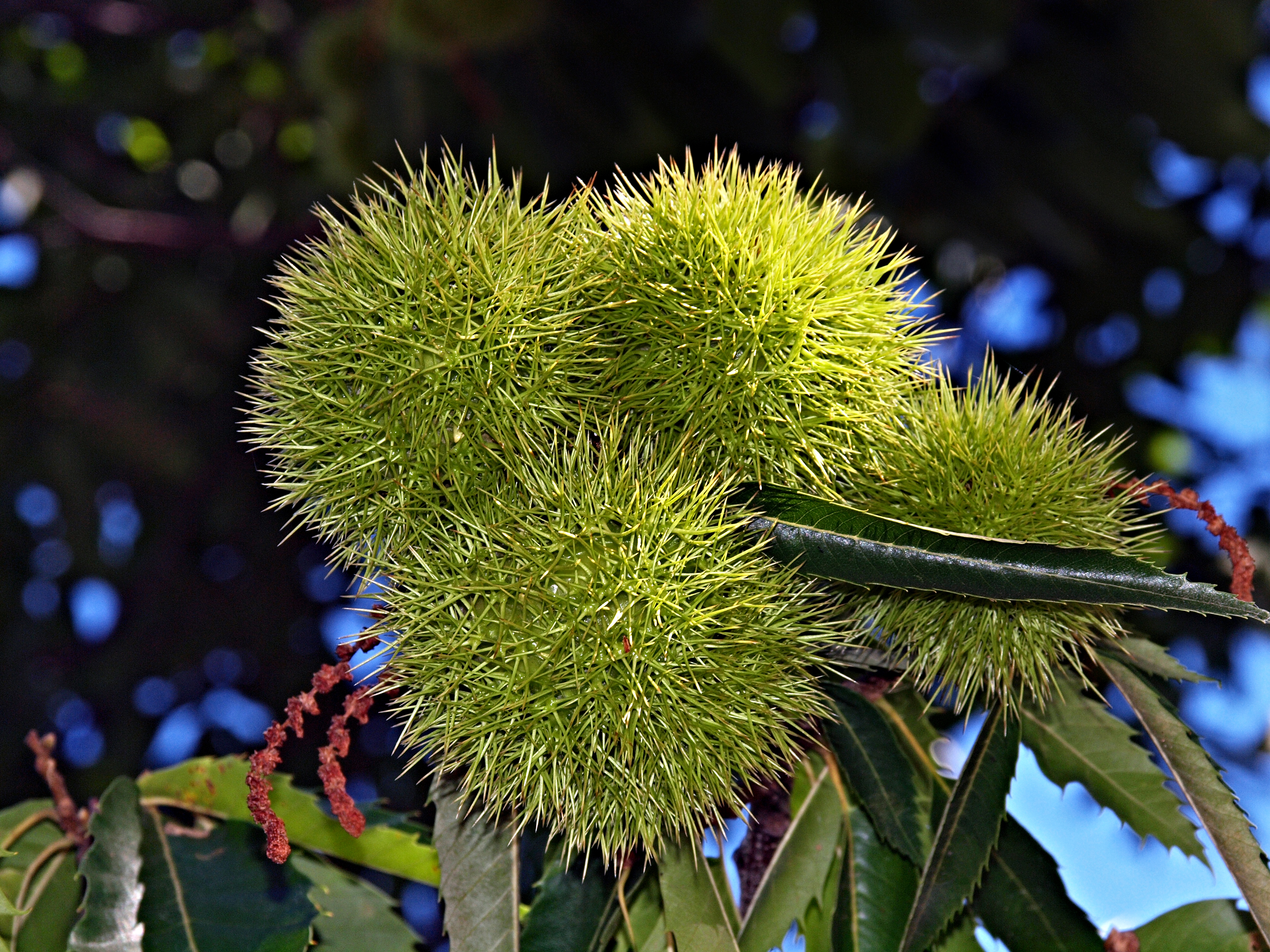
Castagne corse di Evisa

Alla fine del XX secolo l'85% (1.200 t) delle castagne raccolte in Corsica erano state trasformate in farina, un caso unico tra tutti i dipartimenti francesi. Le 300 t di farina così ottenute sono state consumate quasi totalmente in Corsica: una piccola parte è stata esportata in Francia continentale e acquistata dai Corsi della diaspora.
La castagna ed i relativi prodotti sono il fulcro di due fiere annuali in Corsica: A Fiera di a castagna di Bocognano, che si svolge all'inizio del mese di dicembre e la Fête du marron che ha luogo a Evisa alla fine di novembre.

### I formaggi

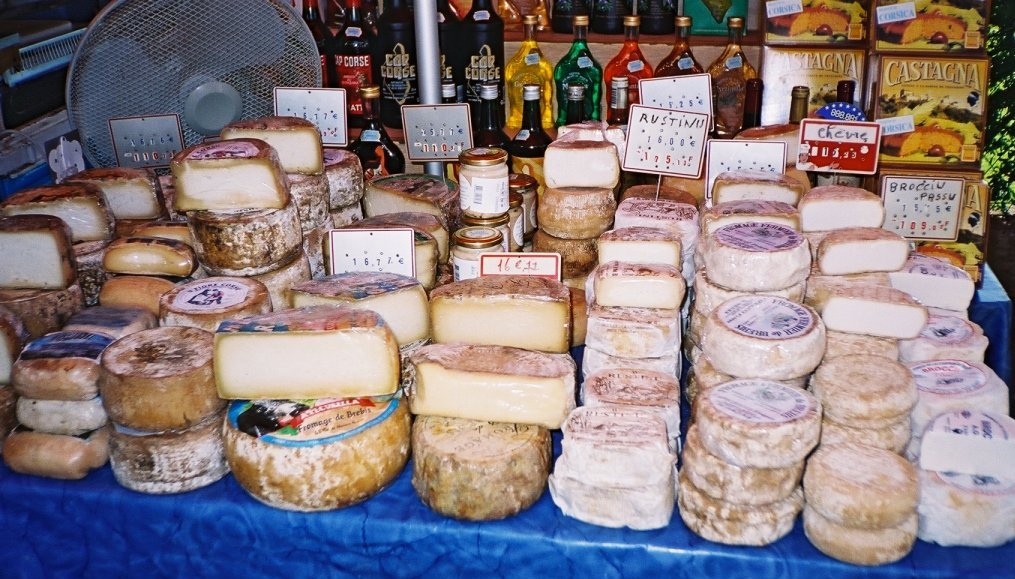
Formaggi corsi

I formaggi tradizionali della Corsica sono realizzati esclusivamente con latte di pecora o di capra. Nella metà degli anni '80, nell'isola venivano allevate 150.000 pecore e 20.000 capre. Il più importante fra essi è il brocciu, un formaggio di siero di latte simile alla ricotta (ma senza lattosio), prodotto per la maggior parte con latte di pecora, a volte con latte di capra. Esso può essere consumato sia fresco che stagionato ed è un ingrediente di innumerevoli piatti corsi, dai primi fino ai dolci. Al naso e al gusto, anche se non nell'aspetto, è simile al brussu (o bruzzu), la crema di ricotta fermentata, più o meno stagionata, del Ponente Ligure. Sino ad oggi il brocciu è l'unico formaggio corso ad aver meritato l'AOP. Altri formaggi notevoli sono il niulincu (dal Niolo, il cuore dell'isola), il balaninu (dalla Balagna, la regione nord-occidentale), il bastilicacciu e il sartinesu (rispettivamente da Bastelica e Sartene, nel sud della Corsica), il cuscionu della valle di Zicavo, anche nel sud. Il casgiu merzu ("formaggio marcio") è un formaggio contenente larve di insetti simile al casu martzu sardo. I produttori caseari della Corsica si incontrano ogni anno ai primi di maggio alla fiera del formaggio (A Fiera di u casgiu) a Venaco.

### I salumi

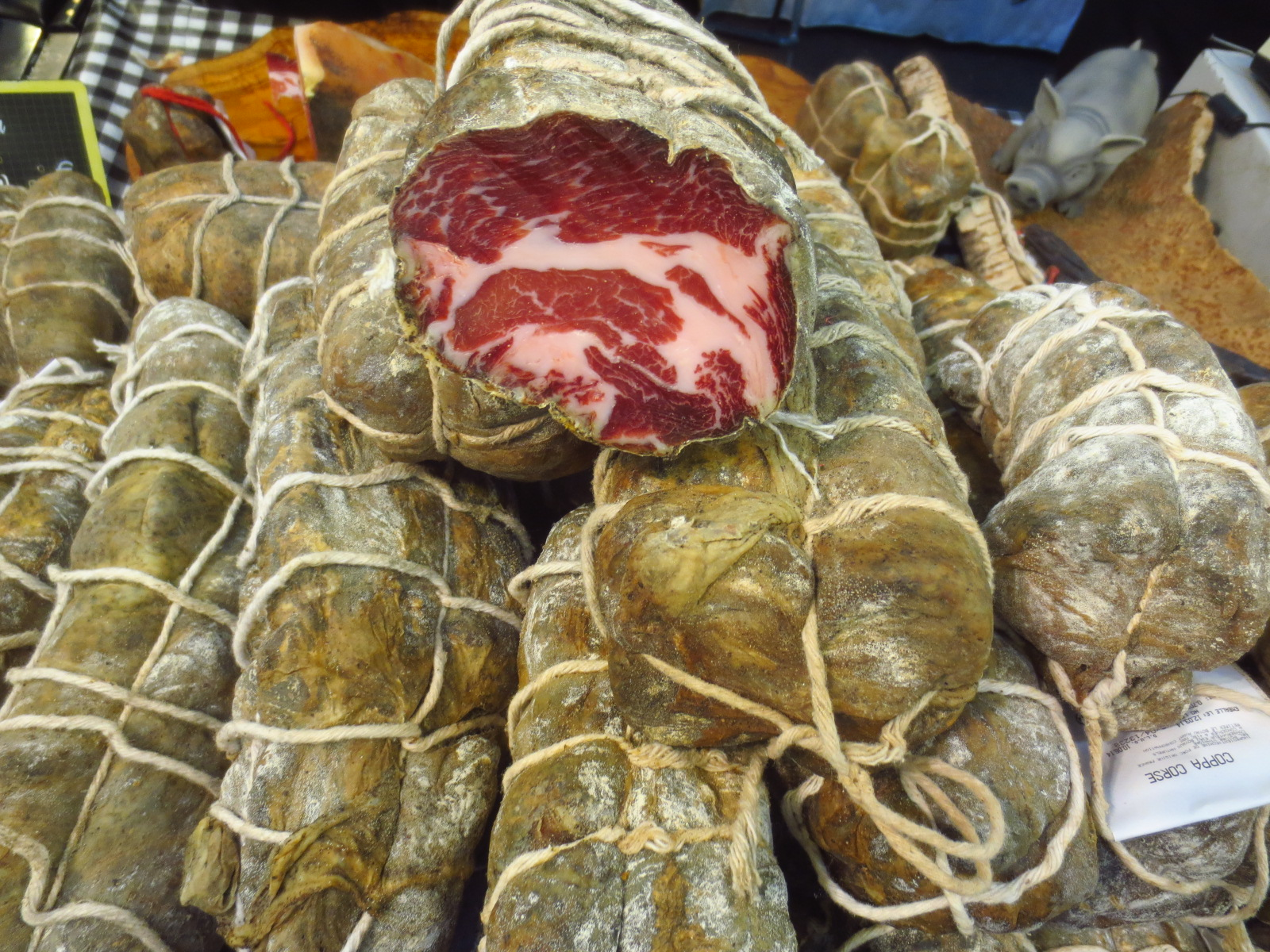
Coppa corsa

I salumi della Corsica sono considerati tra i migliori del mondo. Ciò è dovuto ai processi di produzione tradizionali, e al fatto che il maiale corso (in corso porcu nustrale) vive in parte in natura, è incrociato col cinghiale (in corso Cingale, Singhjari) ed è alimentato principalmente con castagne e farina di castagne. Ogni famiglia di contadini ha uno o due maiali: essi vengono castrati (sterilizzati se femmina) quando hanno due mesi di età. Quando sono macellati, essi hanno circa 14 mesi di età e pesano 200 kg Questo accade di solito nel mese di dicembre, prima di Natale: la carcassa viene appesa a testa in giù per far colare il sangue, ed è totalmente elaborata. Lo stesso giorno della macellazione, vengono preparati i figatelli, il bodeun, la Ventra (simile al sanguinaccio italiano). L'allevamento intensivo si svolge in montagna, dove gli animali non possono disturbare le culture: soprattutto in Castagniccia, Bastelica, nelle regioni della valle superiore del Taravo e di Quenza: il pastore (u purcaghju) guarda i maiali, che sono liberi di cercare nel bosco castagne, radici e piccoli animali, ma alla sera sono nutriti con gli scarti di cucina e mele marce.
Salumi tipici sono il prisuttu; la panzetta; il lonzu, uno dei quattro filetti del maiale, condito, salato e affumicato; il figatellu (una salsiccia fatta con fegato di maiale), e il capicollu (chiamato anche coppa) Il figatellu viene affumicato sopra il fucone per tre o quattro giorni, poi messo a seccare: può essere consumato arrosto o alla griglia.
Prisuttu, coppa e lonzu hanno acquisito nel 2012 la denominazione AOC.
Seguendo la tradizione della Francia continentale, in Corsica sono preparati diversi pâté (pastizzi): quello di fegato di maiale (pastizzu di fecatu di maiale), tordo (pastizzu di torduli), lepre (pastizzu di levru), merlo (pastizzu di meruli, ora vietato) e cinghiale (pastizzu di singhjari).

### L'olio d'oliva
L'olio d'oliva corso è prodotto principalmente nelle colline della Balagna, la regione nord-ovest dell'isola, dove è situato un quarto di tutti gli alberi di olivo dell'isola Un'altra regione importante per l'olio è l'Alta Rocca, attorno a Bonifacio: qui nel villaggio di Santa Lucia di Tallano, si celebra ogni anno a festa di l'olio novu, una fiera dedicata alla produzione dell'olio nuovo Nel complesso gli uliveti coprono in Corsica 2.000 ettari, suddivisi tra 300 produttori. Le olive, che sono per lo più nere, non vengono colte manualmente: cadono sulle reti che si trovano sotto gli alberi vecchi, mentre su quelli giovani vengono colte meccanicamente La vendemmia avviene quando sono mature, tra novembre e maggio. Dal 2004 l'olio corso è un prodotto AOC, sotto il nome di "Huile d'olive de Corse-Oliu di Corsica", il quale successivamente ha ottenuto anche la denominazione europea AOP.

### Il vino
Il vino fu introdotto in Corsica dai greci. I Romani svilupparono l'industria vinicola e importarono vini dalla Corsica. I vini dell'isola furono molto apprezzati durante il Rinascimento: nella Galleria delle Carte Geografiche in Vaticano, che raffigura le regioni d'Italia e le isole circostanti, il cosmografo italiano del XVI secolo Ignazio Danti scrisse sopra la mappa della Corsica: "La Corsica ha ricevuto dalla natura quattro doni importanti: i suoi cavalli, i suoi cani, i suoi uomini orgogliosi e coraggiosi ed i suoi vini, i più generosi, che i principi tengono in altissima considerazione!" Nel 1887 i vigneti dell'isola furono colpiti dalla fillossera. Un drastico cambiamento nella viticoltura dell'isola avvenne all'inizio degli anni 60 del 900. A quel tempo circa 20.000 pied-noirs (colonizzatori francesi dell'Algeria) dovettero lasciare il Nord Africa e vennero reinsediati in Corsica. Lo stato francese li aiutò con enormi capitali, che furono utilizzati fra l'altro per impiantare ampi vigneti sulla costa orientale (che era stata ripulita dalla malaria pochi anni prima), introducendo varietà meridionali che hanno cambiato il profilo di vini corsi. La superficie vitata, che ammontava a 4.700 ettari nel 1959, sali' a 28.000 ettari nel 1978. la produzione di vino aumentò di conseguenza da 284.000 ettolitri nel 1966 a 2 milioni di ettolitri nel 1978. Questa espansione ha avuto come risultato una sovrapproduzione massiccia, che è stata combattuta dallo stato sradicando una gran parte delle vigne. Questa misura ha portato la superficie vitata nel 1993 di nuovo a 7.609 ettari, 1.994 fra questi di vino DOC, e la produzione a 410.581 ettolitri, 76.512 di vino DOC.

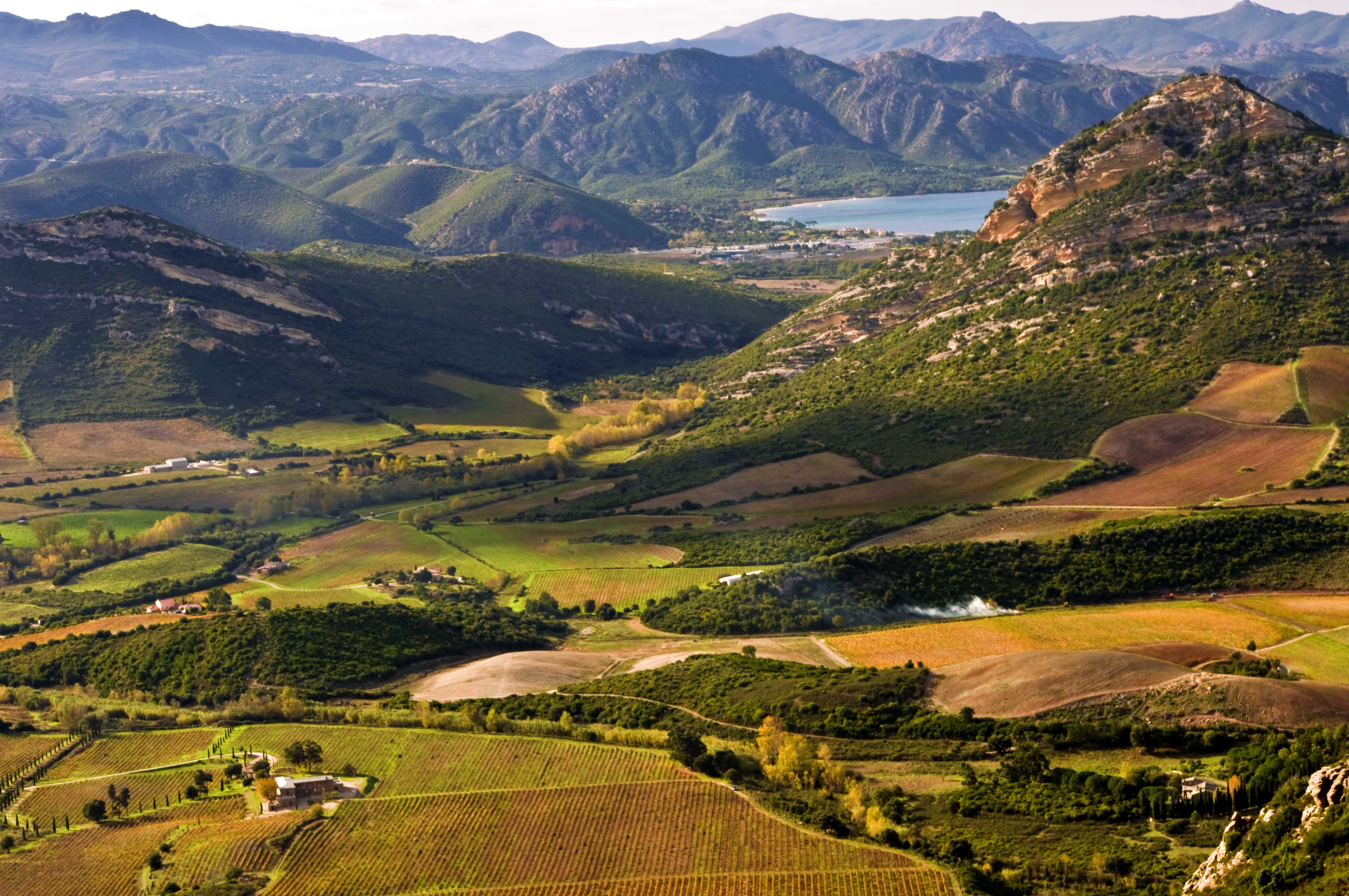
Vigneti nei pressi di Patrimonio

Nel 1972, Il Ministero dell'Agricoltura Francese ha stabilito la denominazione "Vin de Corse", la denominazione AOC per i vini della Corsica Inoltre, ogni area di produzione può avere un'ulteriore denominazione AOC locale Nel 2014 queste erano otto: Porto Vecchio, Figari, Sartène, Ajaccio, Calvi, Patrimonio, Cap Corse (quest'ultima comprendente anche il Moscato di Capo Corso, un vino dolce da dessert). I vini AOC devono obbedire a diverse prescrizioni: non può essere aggiunto zucchero; almeno il 50% delle uve deve provenire da vitigni tradizionali della Corsica; il rendimento non può essere superiore a 50 ettolitri per ettaro; le uve devono essere impiantate solo lungo pendii o altopiani asciutti. Le regioni vinicole più importanti dell'isola sono: il territorio di Patrimonio, a sud-ovest della penisola di Capo Corso; la regione di Ajaccio; la regione di Sartene; la Balagna, e Capo Corso.
Oltre ai vini AOC, in Corsica vengono prodotti anche vini locali, sotto la denominazione "Vin du pays".

### La birra
Una specialità corsa è la birra di castagne (biera accumudata cu a castagna), prodotta dal 1996 dalla Birreria Pietra. La birra Pietra è una birra ambrata al 6%, prodotta da una miscela di malto e di farina di castagne. La produzione annua nel 2006 è stata di oltre 25.000 ettolitri. Essa viene esportata anche nella Francia continentale.

### I liquori
I più importanti liquori corsi sono l'aquavita, una grappa locale, e il mirto (licor di Mortula), un liquore che viene prodotto anche in Sardegna, il quale si ottiene, sia a casa che industrialmente, attraverso la macerazione in alcool delle bacche (e talvolta delle foglie) del mirto, una pianta appartenente alla macchia (machja) e comune in entrambe le isole. Un famoso aperitivo è il Cap Corse Mattei. Molto popolare è anche il ratafià, un liquore ottenuto macerando la frutta in aquavita e zucchero.

## Pietanze

### Minestre
Le minestre (e minestre) sono una parte importante della cucina corsa. La minestra, o zuppa corsa, simile al minestrone, è una zuppa di fagioli, patate, aglio, cipolla, bietola, cavolo e pomodori, il cui grasso è data da un osso di prosciutto e da strutto. Tra le altre minestre tradizionali sono la zuppa di pane (minestra di pane cotto), simile al pancotto italiano; la zuppa con brocciu fresco (minestra di casgiu frescu, di Carpineto); con brocciu invecchiato (minestra di brocciu seccu); con fagioli rossi e porro (minestra di fasgiolu e di porri, del Niolo). Il Giovedì santo, la carne viene sostituita dai ceci nella minestra incu i ceci di Iovi Santu. Nell'isola è anche preparato lo stufatu, una zuppa il cui ingrediente principale è la farina di frumento (stufatu di farin'di granu) o la farina di mais (stufatu di farin'di granonu). I brilluli sono un porridge fatto con farina di castagne, acqua e latte di capra.

### Pasta, gnocchi e polenta

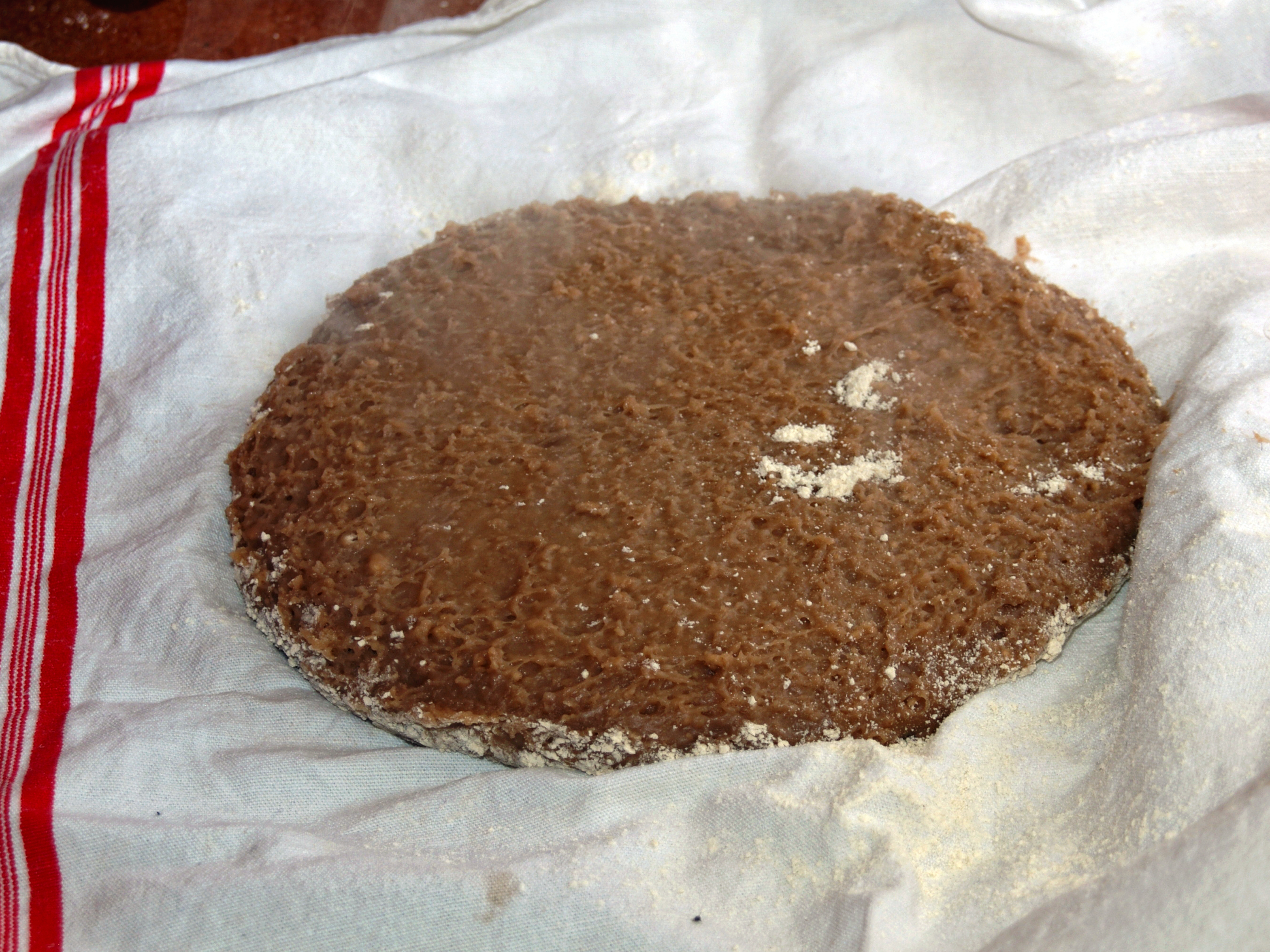
Pulenta castagnina

I piatti a base di pasta mostrano particolarmente l'influenza italiana nella cucina corsa. In particolare è popolare la pasta ripiena, come ravioli e i cannelloni: entrambi sono ripieni di brocciu, simile alla ricotta, ma i ravioli nel ripieno hanno anche spinaci Tipica è anche la salsa con pomodori e carne macinata (salsa pe' a pastasciutta). Anche altre preparazioni rispecchiano la tradizione italiana: i sturzaprezi (letteralmente "strangola preti") sono gnocchi di grandi dimensioni a base di brocciu e spinaci cotti al forno, affini alla versione italiana di questo piatto; i panizzi sono frittelle preparate con farina di ceci simili alle panelle siciliane. Lasagne e gnocchi al ragù (lasagne incu una salsa e gnocchi manera bastiaccia, "gnocchi al modo di Bastia"), sono anche popolari. Anche se la polenta di mais è conosciuta, in Corsica la pulenta per antonomasia è quella preparata con farina di castagne, a pulenta castagnina. Un altro piatto il cui ingrediente principale è la farina di castagne è la maccaredda, una frittella fritta insieme alla panzetta (pancetta). Le razighe, di Rusio, sono frittelle di pasta sottile a base di farina di frumento, lievito, uova e ciccioli (un sottoprodotto della preparazione dello sdruttu). I migliacci sono gallette salate impastate con farina di frumento, lievito, siero di latte, formaggio di capra o di pecora, cotte su foglie di castagno.

### Carne

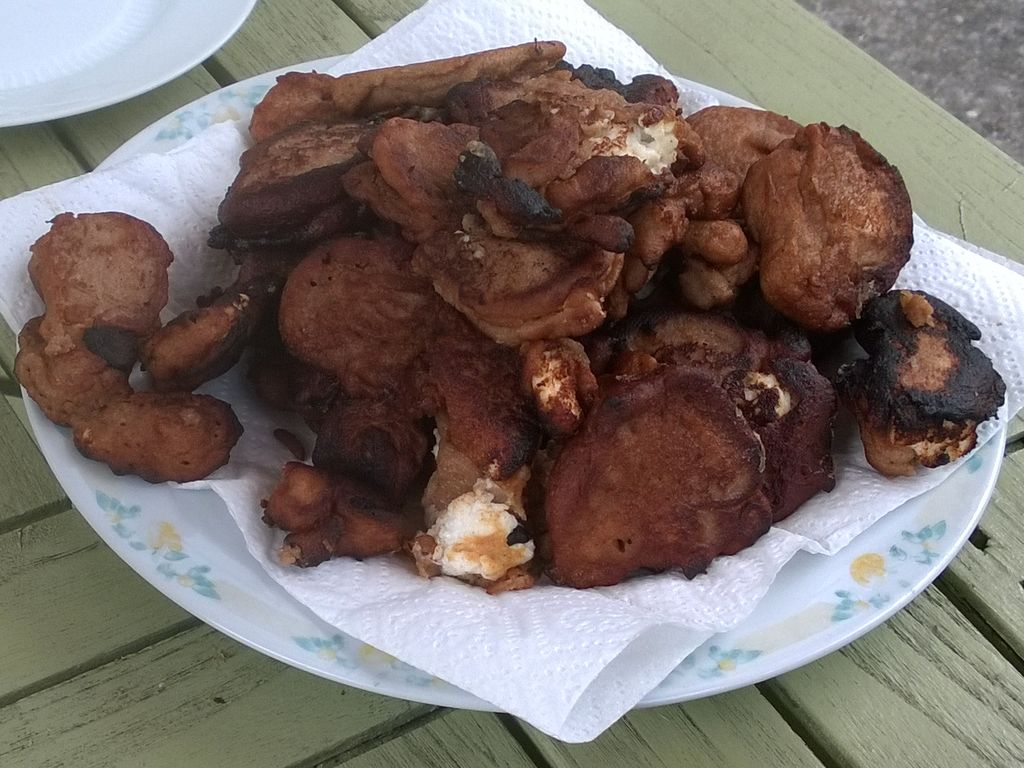
Fritelli castagnini, frittelle di farina di castagne

La carne in Corsica proviene spesso da animali allevati localmente, ed è molto gustosa, a causa delle numerose erbe della macchia (machja), che li alimentano. Molto popolari sono sia l'agnello (agnellu) che il capretto (caprettu), quest'ultimo consumato soprattutto a Pasqua Essi possono essere consumati arrostiti, come spezzatino (tianu, lett. "tegame di terracotta") o stufato (in cazzarola) Lo stufatu è uno stufato a base di carne di manzo, prosciutto, aglio, cipolla, chiodi di garofano ed erbe aromatiche. La selvaggina è anche abbondante: il cinghiale (singhjari), la lepre (levru), il merlo comune (merulu, ora protetto) il tordo (tordulu), il beccaccino (bicazzu) hanno ognuno le proprie ricette. Diversi piatti si preparano in occasione della macellazione del maiale: sanghi di maiale incu l'uva secca, un sanguinaccio con l'uva passa, simile a quello italiano e al francese boudin; la ventra, un'altra preparazione fatta con il sangue e lo stomaco di maiale e la bietola; il casgiu di porcu ("formaggio di maiale"), risultante dalla bollitura per diverse ore della testa e delle zampe di maiale, cuocendo infine la carne distaccata e il grasso con spezie e lasciandola indurire in un recipiente; la misgiscia, simile a piatti albanesi e tibetani, è un filetto di capra, tagliato a fette sottili messe a macerare nell'aceto, aromatizzate con le erbe della macchia, e infilzate su un ramoscello verde. Essiccate al sole, esse vengono consumate alla griglia o come spezzatino. Un'altra preparazione tipica del periodo della macellazione del maiale è il grasso dell'animale chiarificato (u sdruttu) usato come grasso invece dell'olio d'oliva. Da Porto Vecchio vengono tre piatti preparati con le interiora: a corda, intestini di capra o di pecora bolliti in acqua e cotti in padella con la cipolla e l'aglio; a rivia, intestini e interiora di agnello o capretto, cotti su uno spiedo, messi in una rete animale, e messo in salamoia, simile alla cordula sarda; a manghjaria, trippa di montone, pecora o capra, in passato offerta alle persone che partecipavano a un funerale.

### Pesce

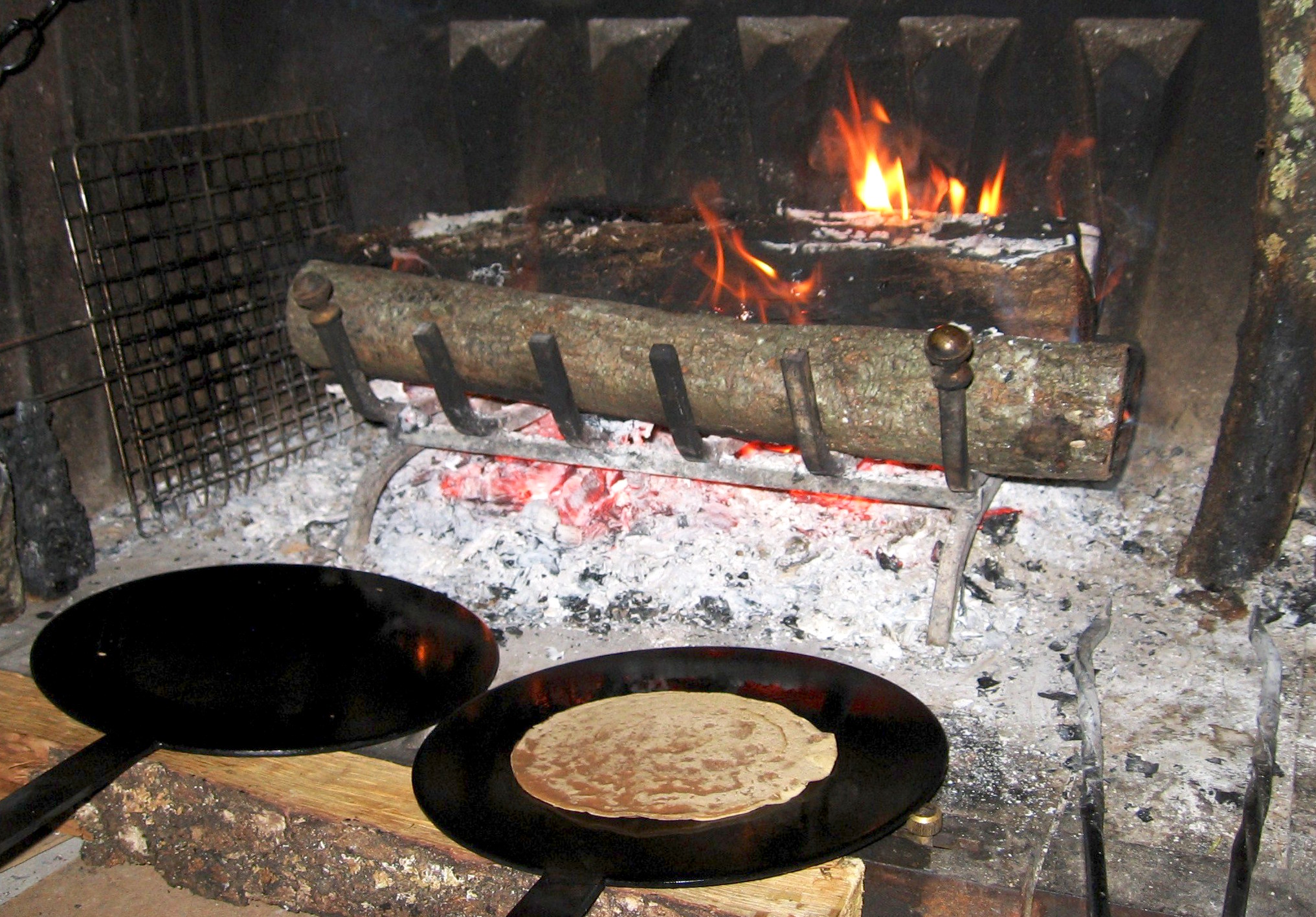
Un nicciu di farina di castagne, appena cotto fra due dischi di metallo (i ferri)

Nel mare che circonda la Corsica vengono pescate una quarantina di specie di pesci. I pesci sono anche abbondanti nei fiumi dell'interno e nei torrenti. Tipica è la zuppa di pesce, sia con pesce di mare (azziminu di Capicorsu) che con pesce di fiume (azziminu di Corti) Retaggio del dominio genovese (e dei secolari contatti con la Toscana e Roma) sono piatti a base di baccalà e stoccafisso: il primo può essere fritto nell'olio d'oliva ( fritelle di baccalà), ed è una ricetta dalla colonia genovese di Bonifacio, oppure con bietola e uva passa (baccalà incu e cee e l 'uva secca), mentre il secondo viene preparato con pomodori, acciughe e noci, in un piatto di nome u pestu. Il formaggio nazionale, il brocciu, viene utilizzato anche con il pesce, in piatti come le sardine ripiene di brocciu (sardine piene incu u brocciu) o la torta d'acciughe e brocciu (torta d'anchjuve e di brocciu) Le grandi lagune lungo la costa orientale (come lo Stagno di Biguglia e quello di Diana) producono anguille, che vengono cotte arrosto (anguilla arustita) o come stufato (tianu d'anguila). I torrenti di montagna danno trote in abbondanza: esse sono consumate ripiene di brocciu (truite piene incu u brocciu), o semplicemente arrostite su una pietra calda di torrente (truite annant'a petre fiuminalinche).

### Verdure
La cucina corsa, come le altre cucine mediterranee, conosce diverse verdure ripiene (ripieni). L'ingrediente della farcia è sempre il brocciu: carciofi (L'artichjocchi pieni) zucchine (e zucchine piene incu u brocciu), melanzane (di Porto Vecchio e di Sartene) (i mirizani pieni), cipolle (e civolle piene incu u brocciu). Sono anche popolari gli stufati vegetariani, come quello con le fave (u tianu di fave fresche) o con fagioli rossi e porri (u tianu di fasgioli e porri). I sciacci sono frittelle di pasta frolla con ripieno di patate (sciacci di pommi) e formaggio grattugiato.

### Dolci

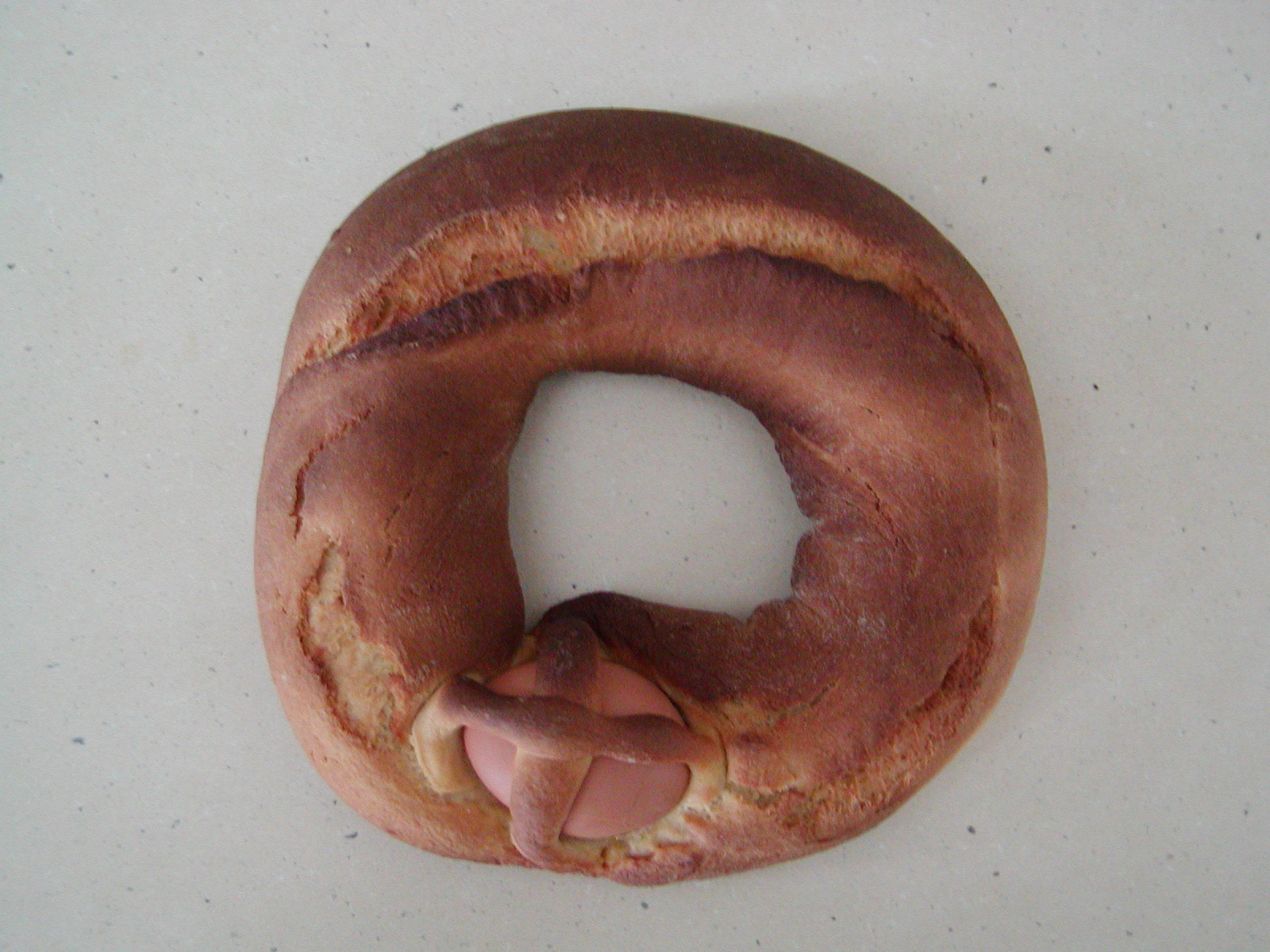
Caccaveddu di Sartene

La farina di castagne e il brocciu appaiono come ingredienti di molti dolci della Corsica. Le falculelle di Corte sono piccoli dolci a base di brocciu, zucchero, farina e tuorlo d'uovo, cotti in forno su una foglia di castagno. Il cacavellu di Vico è una torta rotonda preparata con una pasta a base di grano, lievito, uova e sdruttu, guarnita con brocciu mescolato con lo zucchero, scorza d'arancia e uova. Il fiadone, preparato anche in una forma simile in alcune regioni del sud Italia, è un cheesecake a base di brocciu, uova, zucchero e scorza di cedro. Le imbrucciate sono piccoli fiadoni che hanno una base di pasta sfoglia. I canistrelli, simili ai canestrelli italiani, sono biscotti a base di farina, burro e zucchero, aromatizzati con vino bianco o anisetta, mentre le cucciole, originarie della Balagna, sono biscotti a base di farina, olio, zucchero e vino bianco. Il castagnacciu, semplice dolce italiano che consiste solo di farina di castagne, uvetta e noci, si prepara anche in Corsica. Anche con farina di castagne sono preparati i nicci, gallette cotte nel camino tra due piastre di ferro (i ferri), molto popolari anche nell'Italia centrale. Le frappe sono dolcetti romboidali di pasta fritta aromatizzata con scorza di limone, simili alle castagnole italiane.

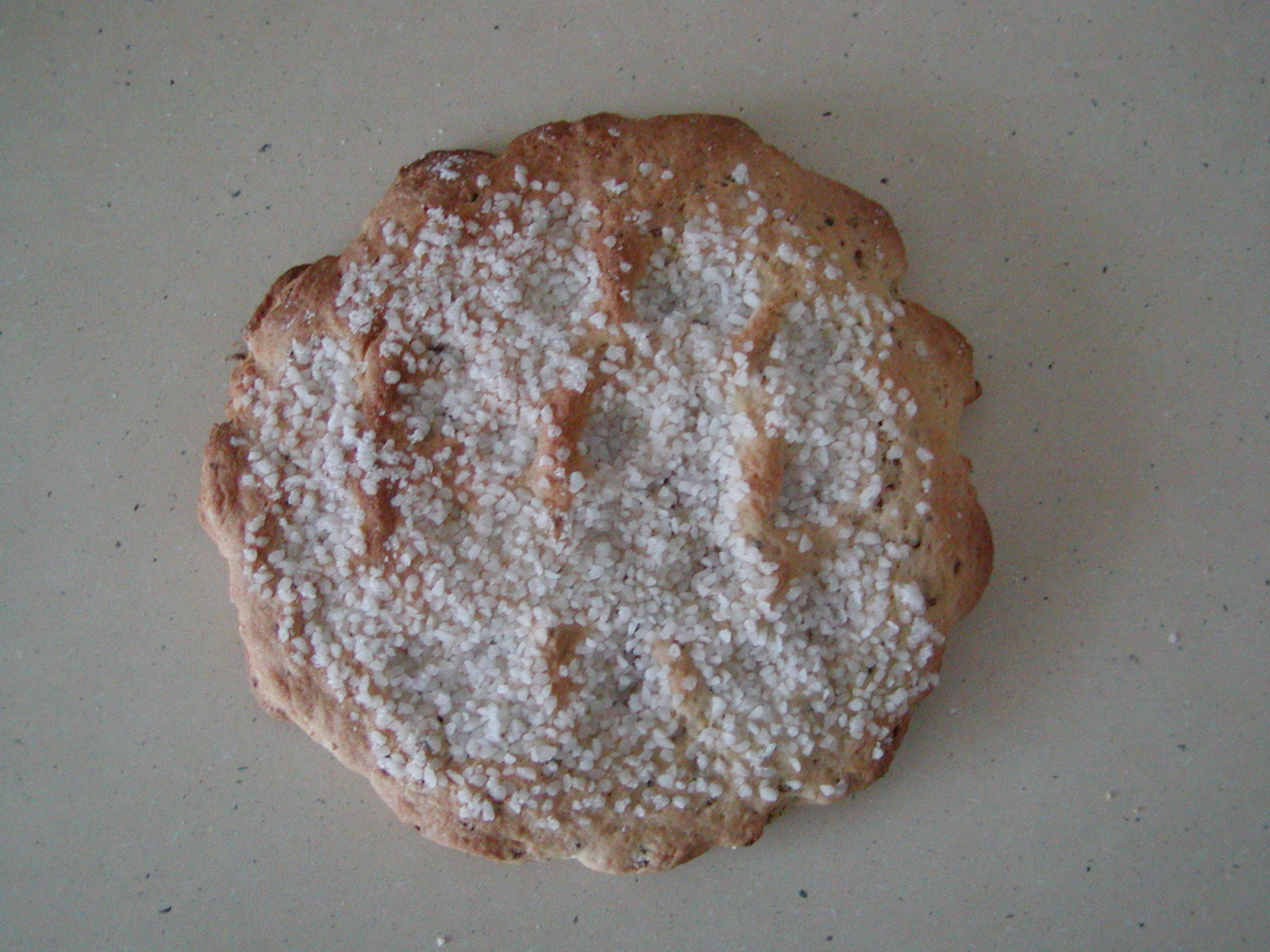
L'Inuliata, un dolce pasquale di Ajaccio

Diversi dolci sono preparati per feste e occasioni speciali, e alcuni sono caratteristici di una città o villaggio: la strenna (una torta fatta con pasta a base di farina e sdruttu e ripiena di brocciu) è preparata a Vico per il giorno di Capodanno; i panzarotti (bignè a base di farina, riso e lievito) vengono preparati a Bastia per il giorno di San Giuseppe (19 marzo); le panette per Ognissanti (1 novembre); il pan di i morti (anche chiamato uga siccati, piccoli pani fatti con farina, lievito, zucchero, burro, uova, uvetta e noci) per il giorno dei morti (2 novembre) a Bonifacio; i canestri (ciambelle fatte con farina, burro, uova e zucchero); i campanili (ciambelle fatte con farina, lievito, uova, strutto, uvetta macerata nell'aquavita e zucchero, decorate con uova sode) a Pasqua; i sciacci (la versione dolce di queste frittelle, farcite con brocciu, e tradizionalmente cotte su una pietra di granito caldo chiamata teghja) vengono preparate a Sartene a Pasqua e durante la tosatura delle pecore, a maggio. L'inuliata, preparata ad Ajaccio durante la settimana santa, è una torta lievitata con farina, zucchero a velo, olio d'oliva e vino come ingredienti. I fritelli, consumati il giovedì santo a Calenzana, sono frittelle di farina di frumento o di castagne.
I corsi preparano a casa anche molte marmellate (confiture), che hanno come ingrediente principale la frutta dell'isola: castagne (confitura di castagne), fichi (confitura di fichi), pomodori rossi (confitura di pummata rossi), corbezzoli (confitura d'arbitru). Una specialità è la confit di cedro (confit d'alimea), la quale utilizza come ingrediente principale i frutti raccolti nella regione di Capo Corso.

## Liste di pietanze e prodotti tradizionali

### Piatti
- Aziminu, zuppa di pesce con aragosta e frutti di mare, simile al caciucco
- Stufatu, lasagne con la carne di manzo, vitello e maiale
- Pulenta, polenta fatta con farina di castagne a cui si può aggiungere il brocciu, i figatelli, l'agnello o il capretto
- Gransgioli, bollito a base di farina di castagne e formaggio di pecora o capra
- Migliacciu
- Zuppa corsa
- Melanzane alla bonifacina
- Triglie grigliate al finocchio
- Pollo a la bastiaccia

### Formaggi
- A Casinca
- Blu di Corsica
- Brocciu
- Brin d'amour
- Calinzanincu
- Calcatoggio
- Corsica
- A Filetta
- Niolo
- U Pecurinu
- Toma corsa
- Venachese

### Salumi
- Prisuttu, prosciutto crudo o affumicato
- Lonzu lonza
- Figatellu, salsiccia di fegato di maiale
- Pulpone, coppa

### Dolci
- Pastizzu, dolce domenicale
- Pisticcini, gallette cotte alla piastra dentro una foglia di castagno
- Falculelle, brioche tipiche di Corte
- Fiadone, dolce al brocciu
- Imbrocciate, frittelle
- Cacavellu, dolce di Vico
- Fritelli, bignè dolci (o salati)
- Canistrelli, biscotti a base di vino bianco, anice, mandorle o nocciole
- Pane dei morti, tipico di Bonifacio
- Inuliata, dolce tipico di Ajaccio, preparato nella settimana di Pasqua
- Canestru, dolce di Pasqua

### Liquori
- Liquore di mirto
- Liquore all'anice
- Pastis

### Birre
- Pietra, birra di malto e farina di castagne
- Colomba, birra aromatizzata al corbezzolo, mirto e ginepro
- Serena, birra bianca
- Torra, birra aromatizzata al mirto o al corbezzolo

### Vini
Vini AOC della Corsica:
- Patrimonio
- Muscat du Cap Corse, moscato di Capo Corso
- Corse
- Corse Porto-Vecchio
- Corse Figari
- Corse Sartène
- Corse Ajaccio
- Corse Calvi

### Bibite
- Carina, limonata
- Corsica Cola, simile alla Coca Cola

### Liquori
- Liquore di mirto
- P&M, whisky
- Cap Corse Mattei, liquore
- Limoncello
- Pastis